# George Luks
George Luks znany też jako George Beniamin Luks (ur. 13 sierpnia 1867, zm. 29 października 1933) – amerykański malarz i rysownik.
Zginął w wyniku barowej bójki.
W czasie II wojny światowej na jego cześć nazwano statek SS George Luks.